# جریش
جریش (به لاتین: Jurish) یک روستا در دولت فلسطین است که در استان نابلس واقع شده‌است. جریش ۱٬۳۸۴ نفر جمعیت دارد.